# Málik ibn Anas
Málik ibn Anas (711 Medína – 795 Medína) byl islámský sunnitský učenec narozený na území dnešní Saúdské Arábie. Byl zakladatelem jedné ze čtyř hlavních právních škol islámu, tzv. málikovského mazhabu, která nese i jeho jméno. Byla vlivná svého času v Andalusii, posléze se uchytila na severu Afriky. Málik byl též kompilátorem hadísu (sbírky ústní tradice o činech a skutcích islámského proroka Mohameda) nazvaného Muwatta. Málik byl značně uznáván i mystiky, tedy súfisty, kteří ho často označovali za svatého. Jeho aureola v muslimském světě je dána i tím, že podle většinového výkladu jeho narození prorokoval ve dvou případech v hadíthech Mohamed. Jeho žákem byl Al-Šáfí, zakladatel šáfiovského mazhabu. Málik se zúčastnil jednoho povstání v Medíně, při němž prohlásil, že loajalita k vládci není náboženskou povinností. Za to byl zatčen a zbičován, ale tento názor měl velký dopad na islámskou tradici a její vztah k politice.